# Västerås IK Fotboll
Västerås IK Fotboll (VIK) är en fotbollsklubb från Västerås i Västmanland som grundades den 6 januari 1913. År 1980 delades VIK i flera föreningar, bland annat en fotbolls- och en ishockeyförening.
Redan vid starten 1913 hade föreningen ett fotbollslag, vilket bestod av spelare som tidigare tillhört IF Svea. Västerås IK deltog i den allra första upplagan av Fotbollsallsvenskan säsongen 1924/1925. Vistelsen i finrummet blev endast ettårig. Endast två matcher vanns (3-1 borta mot Hammarby IF och 1-0 borta mot IFK Norrköping), den sammanlagda tabellraden blev 2 segrar, 5 oavgjorda, 15 förluster och smått otroliga 21-66 i målskillnad. Efter degraderingen från allsvenskan 1925 har framgångarna varit modesta för herrlaget, mestadels har det blivit spel i Division III medan Västerås SK och IFK Västerås emellanåt figurerat högre upp i seriepyramiden. Flickor välkomnades i föreningen 1983 och föreningens första damlag deltog i seriesammanhang 1988.

## Serieplaceringar sedan 1924/1925
| Säsong    | Nivå | Division             | Avdelning                          | Plac. | Anmärkning                     |
| --------- | ---- | -------------------- | ---------------------------------- | ----- | ------------------------------ |
| 1924/1925 | 1    | Allsvenskan          |                                    | 11    | Nedflyttad                     |
| 1925/1926 | 2    | Division 2           | Mellansvenska serien               | 3     |                                |
| 1926/1927 | 2    | Division 2           | Mellansvenska serien               | 3     |                                |
| 1927/1928 | 2    | Division 2           | Mellansvenska serien               | 9     | Nedflyttad                     |
| 1928/1929 | 3    | Division 3           | Mellansvenska serien               | 8     |                                |
| 1929/1930 | 3    | Division 3           | Mellansvenska serien               | 11    | Nedflyttad                     |
| 1930/1931 | 4    | Division 4           | Mellansvenska serien, division 2   | 10    |                                |
| 1931/1932 | 4    | Division 4           | Mellansvenska serien, division 2   | 8     |                                |
| 1932/1933 | 4    | Division 4           | Mellansvenska serien, division 2   | 2     |                                |
| 1933/1934 | 4    | Division 4           | Mellansvenska serien               | 5     |                                |
| 1934/1935 | 4    | Division 4           | Mellansvenska serien, östra        | 3     |                                |
| 1935/1936 | 4    | Division 4           | Mellansvenska serien, östra        | 1     |                                |
| 1936/1937 | 4    | Division 4           | Mellansvenska serien, östra        | 1     | Uppflyttad                     |
| 1937/1938 | 3    | Division 3           | Centralserien södra                | 4     |                                |
| 1938/1939 | 3    | Division 3           | Centralserien södra                | 7     |                                |
| 1939/1940 | 3    | Division 3           | Centralserien södra                | 6     |                                |
| 1940/1941 | 3    | Division 3           | Centralserien norra                | 2     |                                |
| 1941/1942 | 3    | Division 3           | Centralserien norra                | 1     |                                |
| 1942/1943 | 3    | Division 3           | Centralserien norra                | 5     |                                |
| 1943/1944 | 3    | Division 3           | Centralserien norra, Västmanland   | 2     |                                |
| 1944/1945 | 3    | Division 3           | Centralserien norra, Västmanland   | 1     | Uppflyttad                     |
| 1945/1946 | 2    | Division 2           | Norra                              | 5     |                                |
| 1946/1947 | 2    | Division 2           | Norra                              | 4     |                                |
| 1947/1948 | 2    | Division 2           | Nordöstra                          | 9     | Nedflyttad                     |
| 1948/1949 | 3    | Division 3           | Norra                              | 6     |                                |
| 1949/1950 | 3    | Division 3           | Östra                              | 9     | Nedflyttad                     |
| 1950/1951 | 4    | Division 4           | Centralserien                      | 3     |                                |
| 1951/1952 | 4    | Division 4           | Centralserien                      | 1     | Uppflyttad                     |
| 1952/1953 | 3    | Division 3           | Östra                              | 2     | Uppflyttad                     |
| 1953/1954 | 2    | Division 2           | Svealand                           | 8     | Nedflyttad                     |
| 1954/1955 | 3    | Division 3           | Norra Svealand                     | 4     |                                |
| 1955/1956 | 3    | Division 3           | Norra Svealand                     | 6     |                                |
| 1956/1957 | 3    | Division 3           | Norra Svealand                     | 7     |                                |
| 1957/1958 | 3    | Division 3           | Norra Svealand                     | 10    | Nedflyttad                     |
| 1959      | 4    | Division 4           | Västmanland                        | 3     |                                |
| 1960      | 4    | Division 4           | Västmanland                        | 6     |                                |
| 1961      | 4    | Division 4           | Västmanland                        | 3     |                                |
| 1962      | 4    | Division 4           | Västmanland                        | 1     | Uppflyttad                     |
| 1963      | 3    | Division 3           | Norra Svealand                     | 1     | Uppflyttad                     |
| 1964      | 2    | Division 2           | Svealand                           | 10    | Nedflyttad                     |
| 1965      | 3    | Division 3           | Norra Svealand                     | 5     |                                |
| 1966      | 3    | Division 3           | Norra Svealand                     | 8     |                                |
| 1967      | 3    | Division 3           | Norra Svealand                     | 12    | Nedflyttad                     |
| 1968      | 4    | Division 4           | Västmanland                        | 5     |                                |
| 1969      | 4    | Division 4           | Västmanland                        | 1     | Uppflyttad                     |
| 1970      | 3    | Division 3           | Norra Svealand                     | 10    | Nedflyttad                     |
| 1971      | 4    | Division 4           | Västmanland                        | 12    | Nedflyttad                     |
| 1972      | 5    | Division 5           | Västmanland västra                 | 10    | Nedflyttad                     |
| 1973      | 6    | Division 6           | Västmanland västra                 | 10    |                                |
| 1974      | 6    | Division 6           | Västmanland östra                  | 10    |                                |
| 1975      | 6    | Division 6           | Västmanland östra                  | 11    | Nedflyttad                     |
| 1976      | 7    | Division 7           | Västmanland                        | 3     |                                |
| 1977      | 6    | Division 6           | Västmanland östra                  | 5     |                                |
| 1978      | 6    | Division 6           | Västmanland östra                  | 5     |                                |
| 1979      | 6    | Division 6           | Västmanland östra                  | 1     | Uppflyttad                     |
| 1980      | 5    | Division 5           | Västmanland västra                 | 3     | Uppflyttad                     |
| 1981      | 4    | Division 4           | Västmanland                        | 9     | IK VIK-Fotboll                 |
| 1982      | 4    | Division 4           | Västmanland                        | 4     | IK VIK-Fotboll                 |
| 1983      | 4    | Division 4           | Västmanland                        | 9     | IK VIK-Fotboll                 |
| 1984      | 4    | Division 4           | Västmanland                        | 4     | IK VIK-Fotboll                 |
| 1985      | 4    | Division 4           | Västmanland                        | 8     | IK VIK-Fotboll                 |
| 1986      | 4    | Division 4           | Västmanland                        | 2     | IK VIK-Fotboll                 |
| 1987      | 4    | Division 3           | Västra Svealand                    | 8     | IK VIK-Fotboll                 |
| 1988      | 4    | Division 3           | Västra Svealand                    | 7     | IK VIK-Fotboll                 |
| 1989      | 4    | Division 3           | Västra Svealand                    | 3     | IK VIK-Fotboll                 |
| 1990      | 4    | Division 3           | Västra Svealand                    | 2     | Uppflyttad                     |
| 1991 Höst | 3    | Division 2 Hösttvåan | Mellersta Svealand Västra Svealand | 3 7   | >Hösttvåan Nedflyttad          |
| 1992 Höst | 4    | Division 3 Hösttrean | Östra Svealand B Västra Svealand   | 2 4   | >Hösttrean                     |
| 1993      | 4    | Division 3           | Västra Svealand                    | 12    | Nedflyttad                     |
| 1994      | 5    | Division 4           | Västmanland                        | 2     |                                |
| 1995      | 5    | Division 4           | Västmanland                        | 1     | Uppflyttad                     |
| 1996      | 4    | Division 3           | Västra Svealand                    | 10    | Nedflyttad                     |
| 1997      | 5    | Division 4           | Västmanland                        | 1     | Uppflyttad                     |
| 1998      | 4    | Division 3           | Norra Svealand                     | 2     |                                |
| 1999      | 4    | Division 3           | Norra Svealand                     | 11    | Nedflyttad                     |
| 2000      | 5    | Division 4           | Västmanland                        | 1     | Uppflyttad                     |
| 2001      | 4    | Division 3           | Västra Svealand                    | 4     |                                |
| 2002      | 4    | Division 3           | Västra Svealand                    | 5     |                                |
| 2003      | 4    | Division 3           | Västra Svealand                    | 1     | Uppflyttad                     |
| 2004      | 3    | Division 2           | Västra Svealand                    | 9     |                                |
| 2005      | 3    | Division 2           | Norra Svealand                     | 6     | Nedflyttad till nya division 2 |
| 2006      | 4    | Division 2           | Norra Svealand                     | 5     |                                |
| 2007      | 4    | Division 2           | Norra Svealand                     | 5     |                                |
| 2008      | 4    | Division 2           | Norra Svealand                     | 8     |                                |
| 2009      | 4    | Division 2           | Norra Svealand                     | 5     |                                |
| 2010      | 4    | Division 2           | Norra Svealand                     | 10    |                                |
| 2011      | 4    | Division 2           | Norra Svealand                     | 6     |                                |
| 2012      | 4    | Division 2           | Norra Svealand                     | 3     |                                |
| 2013      | 4    | Division 2           | Norra Svealand                     | 11    |                                |
| 2014      | 4    | Division 2           | Norra Svealand                     | 10    |                                |
| 2015      | 4    | Division 2           | Norra Svealand                     | 9     |                                |
| 2016      | 4    | Division 2           | Norra Svealand                     | 14    | Nedflyttad                     |
| 2017      | 5    | Division 3           | Östra Svealand                     | 7     |                                |
| 2018      | 5    | Division 3           | Norra Svealand                     | 6     |                                |
| 2019      | 5    | Division 3           | Norra Svealand                     | 10    | Nedflyttad                     |
| 2020      | 4    | Division 4           | Västmanland                        | 1     | Uppflyttad                     |
| 2021      |      |                      |                                    |       |                                |